# Apogonalia krameri
Apogonalia krameri är en insektsart som beskrevs av Young 1977. Apogonalia krameri ingår i släktet Apogonalia och familjen dvärgstritar. Inga underarter finns listade i Catalogue of Life.